# Moselle Open 2021
Il Moselle Open 2021 è stato un torneo di tennis giocato sul cemento indoor. È stata la 18ª edizione del torneo facente parte della categoria ATP Tour 250 nell'ambito dell'ATP Tour 2021. È stato giocato all'Arènes de Metz di Metz, in Francia, dal 20 al 26 settembre 2021.

## Partecipanti

### Teste di serie
| Nazionalità | Giocatore           | Ranking | Testa di serie* |
| ----------- | ------------------- | ------- | --------------- |
| Polonia     | Hubert Hurkacz      | 13      | 1               |
| Spagna      | Pablo Carreño Busta | 16      | 2               |
| Francia     | Gaël Monfils        | 20      | 3               |
| Australia   | Alex de Minaur      | 21      | 4               |
| Italia      | Lorenzo Sonego      | 24      | 5               |
| Francia     | Ugo Humbert         | 26      | 6               |
| Russia      | Karen Chačanov      | 27      | 7               |
| Georgia     | Nikoloz Basilašvili | 35      | 8               |

* Ranking al 13 settembre 2021.

### Altri partecipanti
I seguenti giocatori hanno ricevuto una wild card per il tabellone principale:
- Grégoire Barrère
- Andy Murray
- Lucas Pouille

I seguenti giocatori sono entrati in tabellone con il ranking protetto:
- Gilles Simon

I seguenti giocatori sono passati dalle qualificazioni:

- Peter Gojowczyk
- Alexandre Müller
- Holger Rune
- Brayden Schnur

### Ritiri
Prima del torneo
- Carlos Alcaraz → sostituito da  Marco Cecchinato
- Jérémy Chardy → sostituito da  Mikael Ymer
- David Goffin → sostituito da  Arthur Rinderknech
- Yoshihito Nishioka → sostituito da  Antoine Hoang
- Alexei Popyrin → sostituito da  Bernabé Zapata Miralles
- Jannik Sinner → sostituito da  Philipp Kohlschreiber

## Partecipanti al doppio

### Teste di serie
| Nazionalità          | Giocatore      | Nazionalità | Giocatore          | Ranking1 | Testa di serie |
| -------------------- | -------------- | ----------- | ------------------ | -------- | -------------- |
| Finlandia            | Henri Kontinen | Giappone    | Ben McLachlan      | 81       | 1              |
| Bosnia ed Erzegovina | Tomislav Brkić | Serbia      | Nikola Ćaćić       | 92       | 2              |
| Austria              | Oliver Marach  | Austria     | Philipp Oswald     | 95       | 3              |
| Australia            | Luke Saville   | Australia   | John-Patrick Smith | 97       | 4              |

* Ranking aggiornato al 13 settembre 2021.

### Altri partecipanti
Le seguenti coppie hanno ricevuto una wild card per il tabellone principale:
- Dan Added /  Ugo Humbert
- Grégoire Barrère /  Lucas Pouille

La seguente coppia di giocatori è entrata in tabellone come alternate:
- Hunter Reese /  Sem Verbeek

### Ritiri
Prima del torneo
- Jérémy Chardy /  Łukasz Kubot → sostituiti da  Szymon Walków /  Igor Zelenay
- Ariel Behar /  Gonzalo Escobar → sostituiti da  Marcos Giron /  Albano Olivetti
- Alejandro Davidovich Fokina /  Pedro Martínez → sostituiti da  Hunter Reese /  Sem Verbeek
- Sander Gillé /  Joran Vliegen → sostituiti da  Ivan Sabanov /  Matej Sabanov
- Ken Skupski /  Neal Skupski → sostituito da  Matt Reid /  Ken Skupski

## Campioni

### Singolare
Hubert Hurkacz ha sconfitto in finale  Pablo Carreño Busta con il punteggio di 7-6(2), 6-3.
- È il quarto titolo in carriera per Hurcacz, il secondo della stagione.

### Doppio
Hubert Hurkacz /  Jan Zieliński hanno sconfitto in finale  Hugo Nys /  Arthur Rinderknech con il punteggio di 7-5, 6-3.